# Dario Resta

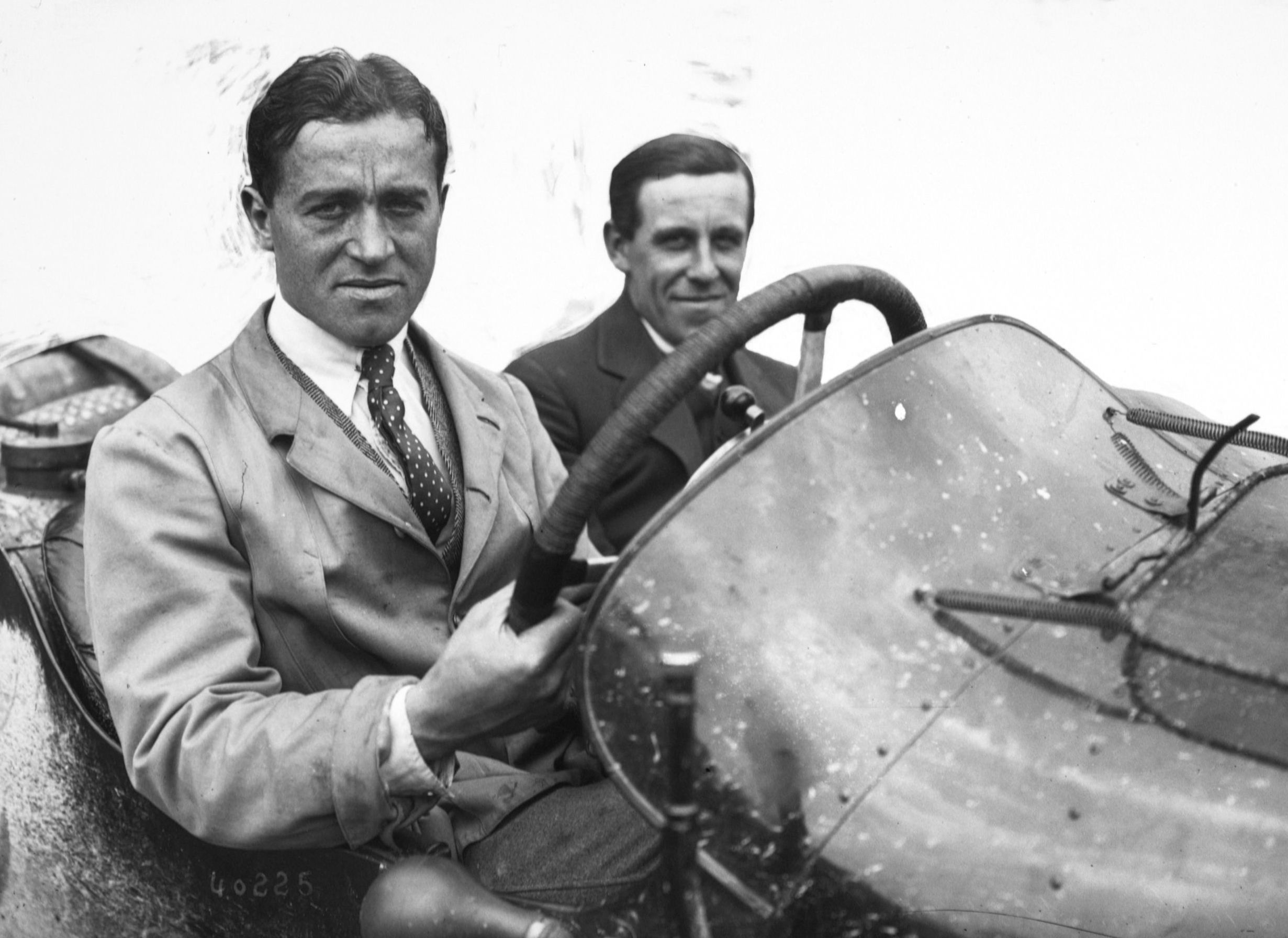
Dario Resta beim Großen Preis von Frankreich 1914

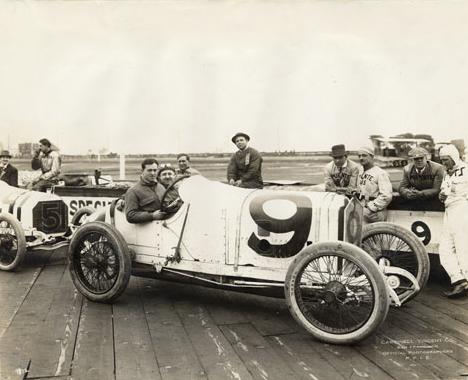
Dario Resta beim Vanderbilt Cup 1915

Dario Dolly Resta (* 17. August 1884 in Livorno; † 2. September 1924 in der Nähe von Weybridge, Surrey) war ein italienisch-britischer Automobilrennfahrer.
Vom Alter von zwei Jahren an wuchs er in England auf und begann 1907 mit dem Rennsport. Resta nahm auf Mercedes 120 PS am Montagu Cup, dem allerersten Rennen auf der heute historischen Strecke Brooklands teil. Einige Jahre später stellte er mit 95,7 mph (154,01 km/h) einen neuen Rekord über eine halbe Meile auf. Er nahm an Grands Prix in Europa teil.

## Karriere in Amerika
Anfang des Jahres 1915 wurde er von Alphonse Kaufmann, einem amerikanischen Importeur von Peugeots, nach Amerika geholt, um dort in Kaufmanns Peugeot Rennen zu fahren. Im Februar gewann der den Grand Prix von Amerika in San Francisco und später auch den Vanderbilt Cup. Er wurde hinter Ralph DePalma Zweiter beim Indianapolis 500 in diesem Jahr, nachdem er in der Schlussphase des Rennens sogar führte, aber einen zusätzlichen Stopp machen musste, um sich neue Reifen zu holen. Resta gewann am 26. Juni 1915 dann das 500-Meilen-Premierenrennen auf dem Chicago Speedway. Diesem Rennen wurden in der darauf folgenden Ausgabe des Motor Age Magazins 18 Seiten gewidmet.
Im Jahr 1916 gewann Resta auf dem Weg zur AAA National Championship wiederum den Vanderbilt Cup, das Indianapolis 500, sowie das Chicago 300, das Minneapolis 150 und das Omaha 150.
Mit dem Eintritt der USA in den Ersten Weltkrieg 1917 wurde die Anzahl der Rennen auf ein Minimum reduziert. 1918 fuhr Resta mit seinem Peugeot ein Rennen in Sheepshead Bay, Brooklyn, ein kleines Rennen, an dem nur eine Handvoll Fahrer teilnahmen. Während dieser Zeit widmete sich Resta geschäftlichen Dingen. Er zog mit seiner Familie nach Bakersfield, Kalifornien und wurde amerikanischer Staatsbürger. Während seiner Zeit in Kalifornien baute Resta eine kleine Rennstrecke in Buttonwillow, Kalifornien. Diese Strecke existiert noch bis heute und wird von Rennfans genutzt.

## Comeback
Als 39-Jähriger kehrte Resta 1923 zum Rennsport zurück. Sein erstes Rennen bestritt er in Beverly Hills. Als Nächstes startete er beim Indianapolis 500, musste aber nach 225 Meilen das Rennen aufgeben. Er nahm auch wieder an Rennen in Europa teil und wurde Dritter beim Gran Premio de Penya Rhin in Montjuïc und gewann die Voiturette-Klasse beim Grand Prix von Spanien. 1924 fuhr er für Sunbeam zusammen mit seinen Teamkollegen Henry Segrave und Kenelm Lee Guinness.

## Tödlicher Unfall
Dario Resta starb 1924 mit 40 Jahren bei einem Unfall in Brooklands beim Versuch einen neuen Landgeschwindigkeitsrekord aufzustellen. Resta fuhr einen Sunbeam. Bei seinem Fahrzeug riss ein Sicherheitsgurt und schlitzte einen Reifen auf, was das Fahrzeug unkontrollierbar machte.
Dieser Unfall brachte auch seinen Mechaniker Bill Perkins ins Krankenhaus, so dass dieser den Gran Premio de San Sebastián einige Wochen später verpasste. Perkins war eigentlich der Mechaniker von Kenelm Lee Guinness und wurde von Tom Barrett ersetzt. Bei einem schweren Unfall Guinness’ bei diesem Rennen wurde Barrett getötet. Dieser Unfall führte dazu, dass künftig während der Rennen keine Mechaniker mehr mitfuhren.